# 由井敢
由井 敢（ゆい いさむ、1904年（明治37年）3月20日 - 1985年（昭和60年）5月16日）は、日本の実業家。住友電気工業副社長。
製紙王藤原銀次郎の妻禄子の兄の孫。

## 経歴
鳥取県西伯郡境町（現在の境港市）出身。由井哲三の長男。
1924年（大正13年）、東京商科大学（現在の一橋大学）附属商学専門部を卒業。住友電気工業入社。
1946年（昭和21年）、東京支店長に就任。1947年（昭和22年）、取締役に挙げられた。